# Microsoft 365
Microsoft 365, колишній Office 365 — платний хмарний власницький інтернет-сервіс і програмне забезпечення компанії Microsoft, що розповсюджується за схемою «програмне забезпечення + послуги» (англ. Software + Services). Хмарний формат означає, що дані зберігаються в центрі обробки даних, а не на комп'ютері, що забезпечить користувачам доступ до документів і даних через браузер з різних пристроїв з можливістю виходу в Інтернет.
Сервіс Office 365 був анонсований в жовтні 2010 року, публічне бета-тестування розпочалося у квітні 2011. Світова прем'єра відбулася 28 червня 2011 року, коли корпорація Microsoft запустила сервіс Office 365 у 40 країнах світу. Пакет призначений для використання в компаніях — від малого бізнесу до великих підприємств. Середньому та малому бізнесу він буде надаватися через партнерів корпорації, а великими клієнтами Microsoft займеться сама в рамках програми корпоративного ліцензування Enterprise Agreement, яка включає ліцензування базових продуктів Microsoft для всіх використовуваних ПК (від 250 робочих місць).
21 квітня 2020 року, споживчі та малі бізнес-плани Office 365 були перейменовані в Microsoft 365, щоб підкреслити включення інших продуктів та послуг до сімейства Microsoft Office (включаючи інструменти для продуктивності на основі хмарних технологій та штучного інтелекту). Більшість продуктів, які називалися Office 365, були перейменовані як Microsoft 365 в той же день.

## Складові компоненти
Хмарний офісний пакет послуг Microsoft 365 включає в себе:
- Microsoft Office Professional Plus, що забезпечує можливість роботи з документами в знайомому інтерфейсі застосунків Office на комп'ютері, телефоні або через веббраузер;
- Exchange Online, що дозволяє розгорнути у хмарі сервіси електронної пошти Outlook, календаря і контактів і забезпечує захист від вірусів і спаму;
- SharePoint Online для створення вебсайту організації і внутрішніх соціальних мереж для спілкування та взаємодії співробітників;
- Lync Online для організації відео- і голосових конференцій з колегами і партнерами, а також можливість налаштування та використання програм обміну миттєвими повідомленнями.

Сервіс може інтегруватися з корпоративними ERP і CRM-системами.

## Плани
Microsoft 365 доступний з багатьма різноманітними
пакетами, що спрямовані на різні цілі та сегменти ринку та забезпечують різні
потреби з різними варіаціями цін. Вони включають:
- Personal: включає доступ до Microsoft Word, Microsoft Excel, Microsoft PowerPoint, Microsoft OneNote, Microsoft Outlook, Microsoft Publisher & Microsoft Access для домашнього/некомерційного використання (PC чи Mac), а також доступ до преміум-можливостей на одному планшеті (Android, iOS чи Windows RT) або телефоні. Додатково до цього є можливість користуватись 1 TB сховища на OneDrive і 60 хвилин міжнародних дзвінків у Skype. Версія Personal purchased on a discounted four-year plan, відома як Microsoft 365 University, дозволяє використання двома користувачами та є доступною для вищих навчальних закладів. Microsoft також запропонувала підписки на Microsoft 365 для студентів вишів, які мають ліцензований Microsoft 365 на факультеті.
- Home (раніше Home Premium): має на меті задоволення потреб, у більшості випадків, саме родин; є таким самим, як і Personal, але може використовуватися користувачами на п'ятьох пристроях
- Business Essentials (раніше Small Business): пропонує доступ до гостьових Exchange, SharePoint і  Lync сервісів
- Business: пропонує програми для робочого стола на Mac і PC для більш ніж 5 комп'ютерів одного користувача
- Business Premium (раніше Small Business Premium): комбінація планів Business Essentials і Business
- ProPlus: надає доступ до програм Microsoft 2016 Professional Plus для 25 користувачів із 5 пристроями
- Midsize Business: має на меті компанії, у яких працюють від 10 до 300 людей. Раніше надавала доступ до програм Office 2013, гостьових Exchange, SharePoint і Skype, але більше не існує
- Enterprise: надає доступ до всіх програм Office, гостьових Exchange, SharePoint і  Skype, а також особливі сервіси та підтримку для бізнесу.

## Конкуренти
Найближчим конкурентом Office 365 є сервіси Google Docs/Google Apps, які Google пропонує з 2006 року. За даними самої Google, на червень 2011 ним користуються понад 3 млн компаній. Іншими конкурентами є рішення Zoho та ThinkFree.

## Виноски
1. ↑  Стартувало публічне бета-тестування пакету Microsoft Office 365[недоступне посилання з червня 2019]
2. ↑  Microsoft запустила хмарний Office 365 в Росії і в світі. Архів оригіналу за 20 січня 2021.